# Râul Valea Rea, Sighiștel
- Pentru alte râuri omonime, vedeți pagina de dezambiguizare Valea Rea.

Râul Valea Rea este un curs de apă, afluent al râului Sighiștel. 

## Hărți
- Harta Munții Bihor